# Drakšl
Drakšl je naselje v Občini Ormož.